# Yoshi
Yoshi (Japans: ヨッシー / Yosshī, volledige naam T. Yoshisaur Munchakoopas) is een fictief dier in verscheidene Nintendo-computerspellen. Yoshi betekent "beter", "best" of "gelukkig". Kenmerkend aan hun soort is dat ze veel gebruikmaken van hun erg lange, plakkerige tongen, en kunnen bijna alles doorslikken, zelfs dingen die veel groter zijn dan de Yoshi's zelf. Bijna alles wat zij inslikken verandert in een ei. Dit ei broeden ze uiteraard niet uit, maar gebruiken ze als wapen om mee te gooien. Yoshi's eten voornamelijk fruit, hoewel zij ook andere dingen eten, inclusief levende wezens (hoewel ze deze wezens niet letterlijk consumeren, maar omzetten in een ei). Met hun zeer omvangrijke neus kunnen ze begraven fruit opsporen, maar ook andere begraven voorwerpen en geheimen die in het landschap verborgen zijn. Hoewel zij wel degelijk tanden hebben, worden deze zelden gezien of gebruikt. Hoewel Yoshi normaal groen is, wordt hij ook in andere kleuren afgebeeld. In sommige spellen passen de kleur van de stippen op het ei zich aan aan de huidskleur van de yoshi die ze maakt, terwijl deze stippen soms gewoon groen blijven, zoals de zo gezegd 'hoofd-yoshi'. Yoshi is de hoofdrolspeler in zijn eigen serie spellen, zoals Yoshi's Island voor de SNES en Yoshi's Island DS voor de Nintendo DS, terwijl hij soms ook een bijrol speelt in Mariospellen zoals Super Mario World en New Super Mario Bros. Wii. Yoshi kwam ook voor in het spel Yoshi's Safari. Hij treedt op in de Mario-reeks sinds 1990.

## Uiterlijk

Een blauw Yoshi-ei.

Yoshi was het eerst bekend als "Super Dino Yoshi" of "Yoshinki" in Japan. De vraag is wat Yoshi precies voorstelt. Sommigen denken een dinosaurus, anderen een draak. Yoshi heeft kenmerken van zowel een kikker, een kameleon als een schildpad. Nintendo zelf zegt dat Yoshi geen van alle diersoorten voorstelt, maar gewoonweg een Yoshi is. Het kan belangrijk zijn om op te merken dat in Super Mario World (SNES), later opnieuw uitgebracht op de GBA, de vijf op Yoshi gebaseerde grote gouden munten, die in ieder level gevonden kunnen worden, Dino Coins worden genoemd. Tevens wordt in ditzelfde spel het eiland waar het zich afspeelt Dinosaur Land genoemd. Echter, na dit spel wordt er nergens meer een bevestiging gegeven over wat voor aard Yoshi nou is. De simpelste verklaring is dat Yoshi, in werkelijkheid, een unieke diersoort is, oftewel een Yoshi.  Dit is vooral logisch daar Yoshi's "friends" altijd "Yoshi's" worden genoemd. Yoshi is Mario's vriend, hij verscheen het eerst in Super Mario World, uitgebracht op de Super Famicom (in Japan zo genoemd, waar hij het eerst bekend werd). Zijn Noord-Amerikaanse en zijn Europeaanse verschijningen kwamen als eerst op de SNES in Super Mario World. Yoshi is ontworpen door Shigefumi Hino, een grafisch ontwerper, die tevens de ontwerper van Pikmin is. Toen Shigeru Miyamoto klaar was met Super Mario Bros., vertelde Nintendo's ontwerpingsafdeling hun verlangen naar het rijden op een groene dinosaurus. Verwant aan de gewone groene Yoshi's, zijn rode, blauwe, en gele gelijken, die ook verschenen in het spel. "Super Dragon" Yoshi zou onmiddellijk uit zijn ei komen; terwijl zijn kleurrijke vrienden elk vijf vijanden op moesten eten (of één Mario-item zoals een mushroom (paddenstoel) of een star (ster) voordat zij zouden volgroeien tot de grootte waardoor Mario op hen kan rijden. Het maakte niet uit wat voor kleur schild Yoshi eet, maar een blauwe Yoshi kan vliegen, een gele Yoshi maakt wolken van stof wanneer hij de grond raakt doordat hij meer kracht op de grond kan zetten, een rode Yoshi spuwt vuur. Een groene Yoshi kan dit allemaal, het is bij hem afhankelijk van de kleur van het schild dat hij opeet.
In Super Mario RPG: Legend of the Seven Stars, heeft Yoshi een concurrent in de vorm van een slecht personage, de schaduwhebbende blauw gekleurde Yoshi genaamd Boshi (Washi in Japan), die nooit terugkeerde in een ander spel. Toch waren er geruchten dat hij, samen met Luigi, vrijgespeeld kon worden in Super Mario 64. Luigi zou Boshi dan ontmoeten op het dak in plaats van Yoshi (Yoshi kan echter worden veranderd in Boshi met een Gameshark). Yoshi probeerde ook Mario en zijn vrienden te helpen door de vijanden op te eten, wanneer Mario of een vriend een Yoshi Cookie gebruikte tijdens het gevecht.
Yoshi is een van de personages uit de originele Nintendo 64 game Super Smash Bros. en de GameCube opvolger Super Smash Bros. Melee. Yoshi maakte een comeback in Super Mario 64 en hij is een speelbaar character in Super Mario Sunshine. In Mario & Luigi: Superstar Saga, verschijnen verscheidene Yoshi's en om een deel van de beanstar te verkrijgen is hem voeden een noodzaak. Een baby Yoshi is verkrijgbaar als een partner in Paper Mario: The Thousand-Year Door, wat kan worden genoemd als wat de speler zou willen; de verschillen in zijn lichaamskleur, stijl en kleur van zijn haar en de kleur van zijn schoenen hangen af van de vele  omstandigheden. Yoshi is een geheel speelbaar personage in Super Mario 64 DS op de Nintendo DS. Hij werd ook een ster in Yoshi Topsy-Turvy voor de Game Boy Advance en Yoshi Touch & Go voor de Nintendo DS.
In Mario Kart DS zijn Yoshi's kenmerkende karts the Egg 1, Cucumber en standard go-kart. Wanneer de speler echter verscheidene taken heeft voltooid, komen alle karts beschikbaar voor alle personages.
Yoshi verschijnt ook regelmatig in Mario is Missing!, Yoshi's Safari, en de talrijke sport- en partyspellen met de personages uit de Mariospellen in de hoofdrol.
De meest recente verschijning is in Super Mario Odyssey, waarin hij, net zoals in Super Mario 64 wacht op het dak van Peach Castle. Door Yoshi te vangen met Cappy kan de speler hem besturen en kunnen extra manen worden verzameld. 

### Televisie, film en comics
Een geanimeerde serie volgde genoemd naar het spel met dezelfde naam en had een gelijk plot als de vorige serie behalve een veranderde setting. De show beschouwde Yoshi als een normaal spelpersonage, ingesproken door Andrew Sabiston (wie later de stem insprak van Diddy Kong in de Donkey Kong Country strip). De strip beeldde Yoshi uit als een persoonlijkheid van een zeer jong kind en, daarom, sprak hij, als een klein kind, vaak in de derde persoon. Hij was vaak bang voor dingen waar kleine kinderen ook bang voor zouden zijn, zoals spoken en water (misschien voorspellend voor hoe Yoshi zou worden gepresenteerd in Super Mario Sunshine, daar kan hij namelijk niet in water staan). Dit kan gebaseerd zijn op zijn reacties op aanvallen door vijanden in Super Mario World (hij rent weg wanneer hij geraakt wordt en zou zelfs in een ravijn vallen wanneer het Mario niet lukt om hem te achterhalen) en / of het feit dat Yoshi weigert om een Ghost House Koopaling-castle binnen te gaan. Interessant weetje: zijn uiterlijk veranderde van tijd tot tijd om beter aan te passen op zijn uiterlijk in het spel.
Met dank aan het feit dat Yoshi er weer vlug mee ophield, werd hij niet gepresenteerd in de Super Mario Bros. comic books, gepubliceerd door Valiant Comics. Hij kwam echter wel voor in de Nintendo Adventure Books, die zowat gebaseerd waren op hen. Hier rijmden alle woorden die hij sprak in een gesprek op "orp", daar hij hier niet Engels spreekt zoals in de strip. De spelversie echter, bevat sommige Yoshi's die Engels kunnen spreken (inclusief "Super Dragon" Yoshi zelf) en anderen die alleen hun moedertaal kunnen spreken. Hij verschijnt ook geregeld in de Super Mario Adventures strip, afgedrukt in Nintendo Power. Hier bevatten zijn gesprekken voornamelijk zijn eigen naam. (Hij praat zo zelfs in bijna alle Mario games sinds Yoshi's Story in 1998). In deze strips is Yoshi de voorzitter van de Dinosaur Chamber of Commerce, die op zoek is naar een groep van vermiste Yoshi-bewoners, die door Bowser gevangen zijn genomen.
Yoshi verschijnt ook in de film Super Mario Bros. uit 1993. In deze film heeft Yoshi de vorm van een realistische dinosaurus. Hij lijkt erg op een kleinere versie van Jurassic Park's velociraptor's in plaats van een geanimeerd personage. Hoewel hij geheel anders verschijnt dan zijn tegenbeeld in de spellen, lijkt hij er nog wel wat op, met dank aan zijn lange tong, zijn vriendelijkheid en zijn moed. Hij is tot de grootte teruggebracht dat hij Mario niet kan helpen.
Enkele Yoshi's verschijnen in de animatiefilm The Super Mario Bros. Movie uit 2023. Een ei van een groene Yoshi verschijnt in de post-credit scene van de film, als een mogelijke hint naar een vervolg.

## Spellen met Yoshi
Spellen waar Yoshi in voorkomt:
- Super Mario World (Super Nintendo Entertainment System, 1990)
- Mario Party (spel)  (Nintendo 64, 1998)
- Mario is Missing! (Super Nintendo Entertainment System, 1991)
- Super Mario Kart (Super Nintendo Entertainment System, 1992)
- Yoshi's Island (Super Nintendo Entertainment System, 1992)
- Mario Party 2 (Nintendo 64, 1999)
- Mario Kart 64 (Nintendo 64, 1996)
- Super Mario 64 (Nintendo 64, 1996)
- Mario Party 3 (Nintendo 64, 2000)
- Yoshi's Story (Nintendo 64, 1997)
- Mario Kart: Super Circuit (Game Boy Advance, 2001)
- Super Smash Bros. (Nintendo 64, 1999)
- Super Smash Bros. Melee (GameCube, 2001)
- Super Mario Advance (Game Boy Advance, 2001)
- Mario Party 4 (GameCube, 2001)
- Mario Party e (Nintendo 64, 2001)
- Super Mario Sunshine (GameCube, 2002)
- Mario Party 5 (GameCube, 2002)
- Mario Party Advance (Game Boy Advance, 2003)
- Mario Kart: Double Dash!! (GameCube, 2003)
- Super Mario 64 DS (Nintendo 2DS, 2004)
- Mario Party 6 (GameCube, 2004)
- Mario Party 7 (GameCube, 2005)
- Mario Kart DS (Nintendo DS, 2005)
- Yoshi's Island 2 (Nintendo DS, 2006)
- New Super Mario Bros. (Nintendo DS, 2006)
- Mario Party 8 (Wii, 2007)
- Mario Party DS (Nintendo 2DS, 2007)
- Mario & Sonic op de Olympische Spelen: Beijing 2008 (Wii, 2008)
- Mario Kart Wii (Wii, 2008)
- Super Smash Bros. Brawl (Wii, 2008)
- New Super Mario Bros. 2 (Nintendo 3DS, 2009)
- New Super Mario Bros. Wii (Wii, 2009)
- Mario & Sonic op de Olympische Winterspelen: Vancouver 2010 (Nintendo 2DS, 2010)
- Super Mario Galaxy 2 (Wii, 2010)
- Mario Kart 7 (Nintendo 3DS, 2011)
- Mario & Sonic op de Olympische Spelen: Londen 2012 (Nintendo 3DS, 2012)
- New Super Mario Bros. U (Wii U, 2012)
- Mario Party 9 (Wii, 2012)
- Mario Tennis: Open (Nintendo 3DS, 2012)
- New Super Luigi U (Wii U, 2013)
- Mario Party: Island Tour (Nintendo 3DS, 2013)
- Super Smash Bros. for Wii U (Wii U, 2013)
- Super Smash Bros. for Nintendo 3DS (Nintendo 3DS, 2014)
- Mario & Sonic op de Olympische Winterspelen: Sotsji 2014 (Wii U, 2014)
- New Super Mario Bros. U + New Super Luigi U (Wii U, 2014)
- Mario Party 10 (Wii U, 2014)
- Mario Tennis: Ultra Smash (Wii U, 2014)
- Mario Kart 8 (Wii U, 2015)
- Super Mario Maker (Wii U, 2015)
- Mario & Sonic op de Olympische Spelen: Rio 2016 (Nintendo 3DS, 2016)
- Mario Party: Star Rush (Nintendo 3DS, 2016)
- Super Mario Maker 3DS (Nintendo 3DS, 2016)
- Super Mario Oddysey (Nintendo Switch, 2017)
- Mario Party: The Top 100 (Nintendo 3DS, 2017)
- Mario + Rabbids Kingdom Battle (Nintendo Switch, 2017)
- Mario Tennis Aces (Nintendo Switch, 2018)
- Super Mario Party (Nintendo Switch, 2018)
- Super Smash Bros. Ultimate (Nintendo Switch, 2018)
- Yoshi's Crafted World (Nintendo Switch, 2019)
- Super Mario Maker 2 (Nintendo Switch), 2019)
- Mario & Sonic op de Olympische Spelen: Tokio 2020 (Nintendo Switch, 2020)
- Mario Golf: Super Rush (Switch, 2021)

Televisieserie
- Super Mario World (1991)